# Беспредметность
Беспредметность — понятие искусства левых течений в России конца 1910 — второй половины 1920-х годов. Оно связано с проблемой миметической репрезентации в искусстве русского авангарда. По своему характеру проявления беспредметности были ярко выражены в промежуток от первых абстрактных картин Василия Кандинского до производственного искусства и конструктивизма. Андрей Сарабьянов в «Энциклопедии русского авангарда» пишет, что «это явление было важнейшей частью русского авангарда и с 1916 по начало 1920-х преобладало над всеми остальными. Однако в среде художников-авангардистов, вплоть до революции, этот термин практически не использовался ни в теоретических статьях, ни в манифестах».
Впервые слово «беспредметность» появилось в текстах Василия Кандинского, который говорил о своей «беспредметной любви к живописи». Позднее это понятие использовал Казимир Малевич в своей брошюре «От кубизма и футуризма к супрематизму. Новый живописный реализм» 1916 года, Алексей Кручёных в своём альбоме «Вселенская война. Ъ. Цветная клей». О беспредметности в разговорах художников левых течений писали Роман Якобсон и Алексей Моргунов в своих воспоминаниях. Идея беспредметности стала широко распространяться в художественной среде в результате дискуссий между Малевичем и его сторонниками супрематизма и группой Александра Родченко на «Десятой государственной выставке. Беспредметное творчество и супрематизм» 1918 года. По своему основному характеру, беспредметность связана с отказом от предметности в изображении объектов природы, а также повышением технических требований к созданию произведений искусства.
В каталоге «Десятой государственной выставки. Беспредметное творчество и супрематизм» указывалось, что беспредметность нужно понимать «как новое миросозерцание, а не только живописное течение, захватившее все виды искусства и самую жизнь». В этом отношении художники левых течений рассматривали беспредметность как новый этап в развитии искусства, следующий после футуризма и кубизма. При этом выделялось, что «если обследовать процесс беспредметного творчества в живописи, то найдём два момента: один духовный — борьба против предмета и „изобразительности“ за свободное творчество и провозглашение созидания и изобретательства и второй момент — углубление профессиональных требований живописи».
Варвара Степанова в своём дневнике после открытия выставки «Беспредметное творчество и супрематизм» писала, что «беспредметное творчество — есть не только течение или направление в живописи, но и новая идеология, нарождающаяся для того, чтобы разбить мещанство духа и, может быть, она не для социального строя, а для анархического, и беспредметное мышление художника не ограничивается только его искусством, но входит во всю его жизнь, и под его флагом идут все его потребности и вкусы». Маргарита Тупицына в статье «The Subject of Nonobjective Art» на основе этой записи Степановой утверждает, что беспредметность как совмещение искусства и политики, понимаемое как мировоззрение и эксперимент в абстрактном искусстве, определяло идентичность художников в молодом Советском государстве, где происходил распад и уничтожение старых институтов и политической системы после Октябрьской революции.
Историк искусства Николай Пунин в книге «Новейшие течения в русском искусстве» приводит рассуждения об ослаблении предметного мира, после чего возникла беспредметность, «развившаяся в результате изменения некоторых основ культуры, беспредметность, как метод восприятия, как мироощущение, наконец, даже как система (супрематизм) есть то, что может быть определено, как революционное начало в современном искусстве». В его понимании, беспредметность стала результатом изменения эстетических конвенций в искусстве, в переходе от эпохи Ренессанса до середины ⅩⅨ века, называемой Пуниным «предметной». Тогда как «с середины ⅩⅨ века, с момента резкого скачка в росте техники, характер классической Европы быстро и заметно меняется; предметность культуры, слабеющая, по видимому, уже с эпохи Великой Революции, становится ко второй половине ⅩⅨ века признаком всего того, что остаётся в прошлом: в старом мире». Он выделяет главную роль в этом изменении установок людей социальные и экономические трансформации в мире. Пунин замечает, что «индустриализм уничтожает лицо вещи: стирает индивидуальные качества предмета; стандартизация — это неумолимый враг самого принципа предметности. Старая, добрая, хорошо выработанная реликвия: предмет — вещь заменяется штампом, фальсификацией или „установками“, имеющими почти беспредметный характер, как например — водопровод, электрическое освещение, телефон, радио».
Эстетическое понимание беспредметности в искусстве сформулировал Казимир Малевич в книге «Мир как беспредметность» 1926 года, впервые опубликованной в издательстве Баухаус. Для Малевича «беспредметность — единственная человеческая сущность действия, освобождающая от смысла практичности предмета как ложной подлинности». Продолжая эти размышления, соратник Малевича, художник Михаил Матюшин утверждал: «беспредметником называется тот, отрицает за предметом право на неизменность и очевидность». Матюшин в этом отношении подчёркивает, что «в общих случаях предмет взаимно изменяется и исчезает из поля зрения, то есть становится „беспредметным“». Формулируя политический пафос русского искусства, Михаил Матюшин отмечал: «„беспредметность“ в западной живописи, как уход от „предметного“, теряя объективный критерий истинного, я считаю характерным признаком упадочничества буржуазной культуры». В этом Михаил Матюшин подчёркивает классовый характер понятия беспредметность, проводя параллели между социалистическим и капиталистическим обществом, чтобы обозначить роль художника и искусства в Советской России.